# Sistema Geodésico Mundial

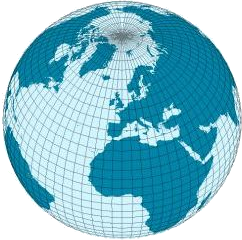
Representación de las líneas coordenadas de un Sistema Geodésico Mundial

El Sistema Geodésico Mundial, también conocido por su nombre en inglés World Geodetic System (WGS) es un estándar utilizado en cartografía, geodesia y navegación por satélite, que incluye el sistrema GPS. La versión actual, WGS 84, define un sistema de coordenadas geocéntricas y un sistema de referencia geodésico, y también describe el Modelo Gravitatorio de la Tierra (EGM) y el Modelo Magnético Mundial (WMM) asociados. El estándar es publicado y mantenido por el Departamento de Sistemas Geodésicos de los Estados Unidos (integrado en la Agencia Nacional de Inteligencia Geoespacial.

## Historia
Los esfuerzos para complementar los diversos sistemas nacionales de cartografía comenzaron en el siglo XIX con el famoso libro de Friedrich Robert Helmert Mathematische und Physikalische Theorien der Physikalischen Geodäsie (Teorías matemáticas y físicas de la geodesia física). Austria y Alemania fundaron la Zentralbüro für die Internationale Erdmessung (Oficina central de Geodesia internacional) y se establecieron una serie de elipsoides globales de la Tierra (por ejemplo, el de Helmert de 1906, o los de Hayford de 1910 y de 1924).
Disponer de un sistema geodésico unificado para todo el mundo se volvió esencial en la década de 1950 por varias razones:
- El desarrollo de la ciencia espacial internacional y el comienzo de la astronáutica.
- La falta de información geodésica intercontinental.
- La incapacidad de los grandes sistemas de referencia geodésicos, como el Datum Europeo (ED50), el North American Datum (NAD) y el Tokyo Datum (TD), para proporcionar una base de datos geográficos mundial.
- La necesidad de mapas globales para navegación, aviación y trabajos geográficos.
- La preparación occidental para la Guerra Fría requirió un sistema de referencia geoespacial estandarizado para toda la OTAN, de acuerdo con su Acuerdo de Estandarización.

### WGS60
A finales de los años 50, el Departamento de Defensa de los Estados Unidos, junto con los científico de otras instituciones y países, comenzó a desarrollar el sistema mundial necesario al que se pudieran referir los datos geodésicos y establecer la compatibilidad entre las coordenadas de lugares de interés muy distantes entre sí. Los esfuerzos del Ejército, la Marina y la Fuerza Aérea de los Estados Unidos se combinaron para dar lugar al Sistema Geodésico Mundial del Departamento de Defensa de 1960 (WGS 60). El término datum tal como se utiliza aquí se refiere a una superficie lisa definida de manera algo arbitraria como elevación cero, coherente con un conjunto de medidas topográficas de distancias entre varias estaciones y diferencias de elevación, todo ello reducido a una cuadrícula de latitud, longitud y elevación. Los métodos de topografía clásicos permitieron detectaron diferencias de elevación con respecto a una horizontal local determinada mediante nivelación, plomadas o dispositivos equivalentes que dependían del campo de gravedad local (véase geodesia física). En consecuencia, las elevaciones en los datos se referencian a un geoide, una superficie que no se puede localizar fácilmente utilizando geodesia satelital. Este último método de observación es más adecuado para la cartografía global. Por lo tanto, una motivación y un problema sustancial en el WGS y trabajos similares es unir datos que no solo se crearon por separado, para diferentes regiones, sino volver a referenciar las elevaciones a un modelo de elipsoide en lugar de al geoide.

Orientación gravimétrica del datum:
Elipsoide orientado astrogeodésicamente
Geoide
Elipsoide orientado gravimétricamente

Para determinar el sistema WGS 60, se utilizó una combinación de datums gravimétricos de superficie disponibles, datos astrogeodésicos y resultados de los trabajos geodésicos del HIRAN y del SHORAN canadienses para definir un elipsoide de mejor ajuste y una orientación centrada en la Tierra para cada datum seleccionado inicialmente, teniendo en cuenta que cada datum estaba orientado de manera relativa con respecto a diferentes partes del geoide mediante los métodos astrogeodésicos ya descritos. La única contribución de los datos satelitales al desarrollo del WGS 60 fue el valor para el achatamiento del elipsoide, que se obtuvo a partir del movimiento nodal de un satélite.
Antes del desarrollo del WGS 60, el Ejército y la Fuerza Aérea de los Estados Unidos habían desarrollado cada uno un sistema mundial utilizando diferentes enfoques para el método gravimétrico de orientación del datum. Para determinar sus parámetros de orientación gravimétrica, la Fuerza Aérea utilizó la media de las diferencias entre las alturas gravimétricas y astrogeodésicas de las deflexiones y del geoide (ondulaciones) en estaciones específicamente seleccionadas en las áreas de los principales datums. El Ejército realizó un ajuste para minimizar la diferencia entre los geoides astrogeodésicos y el geoide gravimétrico. Al hacer coincidir los geoides astrogeodésicos relativos de los datums seleccionados con un geoide gravimétrico centrado en la Tierra, los datums seleccionados se redujeron a una orientación centrada en la Tierra. Dado que los sistemas del Ejército y de la Fuerza Aérea coincidían notablemente bien para las áreas NAD, ED y TD, se consolidaron y se convirtieron en el WGS 60.

### WGS66
Las mejoras del sistema global incluyeron el Astrogeoide de Irene Fischer y el datum astronáutico de las misiones Mercury. En enero de 1966, un Comité del Sistema Geodésico Mundial compuesto por representantes del Ejército, la Marina y la Fuerza Aérea de los Estados Unidos recibió el encargo de desarrollar un WGS mejorado, necesario para satisfacer los requisitos de geodesia, cartografía y mapas de navegación. Desde el desarrollo del WGS 60 se pudo disponer de observaciones adicionales de la gravedad en superficie, resultados de la ampliación de las redes de triangulación y de trilateración y de grandes cantidades de datos satelitales captados ópticamente y mediante radar Doppler. Utilizando los datos adicionales y las técnicas mejoradas, se produjo el WGS 66, que satisfizo las necesidades del Departamento de Defensa durante unos cinco años después de su puesta en práctica en 1967. Los parámetros definitorios del elipsoide WGS 66 fueron el aplanamiento (1⁄298.25 determinado a partir de datos satelitales) y el semieje mayor (6 378 145 m determinado a partir de una combinación de datos astrogeodésicos y satelitales Doppler). Una toma de datos mundial de la anomalía gravitatoria según una malla de 5° × 5° proporcionó los datos básicos para producir el geoide gravimétrico WGS 66. Además, se creó un geoide referenciado al elipsoide WGS 66 que se derivó de los datos astrogeodésicos disponibles para proporcionar una representación detallada de áreas terrestres limitadas.

### WGS72
Después de un esfuerzo extensivo durante un período de aproximadamente tres años, se completó el Sistema Geodésico Mundial del Departamento de Defensa de 1972. Se utilizaron datos seleccionados de satélite, gravedad de superficie y astrogeodésicos disponibles hasta 1972 de fuentes tanto del Departamento de Defensa como de otras fuentes externas en una Solución WGS Unificada (gracias a un ajuste mediante mínimos cuadrados a gran escala). Los resultados del ajuste consistieron en correcciones de las coordenadas iniciales de la estación y de los coeficientes del campo gravitatorio.
Se reunió, procesó y aplicó la mayor colección de datos jamás utilizada hasta entonces para el desarrollo del WGS 72. Se utilizaron datos satelitales tanto ópticos como electrónicos, que incluyeron datos Doppler proporcionados por la Marina de los EE. UU. y estaciones de seguimiento satelital no pertenecientes al Departamento de Defensa establecidas en apoyo del Sistema de Navegación por Satélite (NNSS) de la Marina. Los datos Doppler también estaban disponibles en los numerosos emplazamientos establecidos por GEOCEIVERS durante 1971 y 1972. Los datos Doppler fueron la fuente principal de datos para el WGS 72 (véase la imagen). Los datos satelitales electrónicos adicionales fueron proporcionados por la Red Ecuatorial SECOR (Sequential Collation of Range) completada por el Ejército de los EE. UU. en 1970. Los datos satelitales ópticos del Programa Mundial de Triangulación Geométrica por Satélite fueron proporcionados por el sistema de cámaras BC-4 (véase la imagen). También se utilizaron datos del Observatorio Astrofísico Smithsoniano que incluían la cámara (Baker–Nunn) y algunos medidores láser.

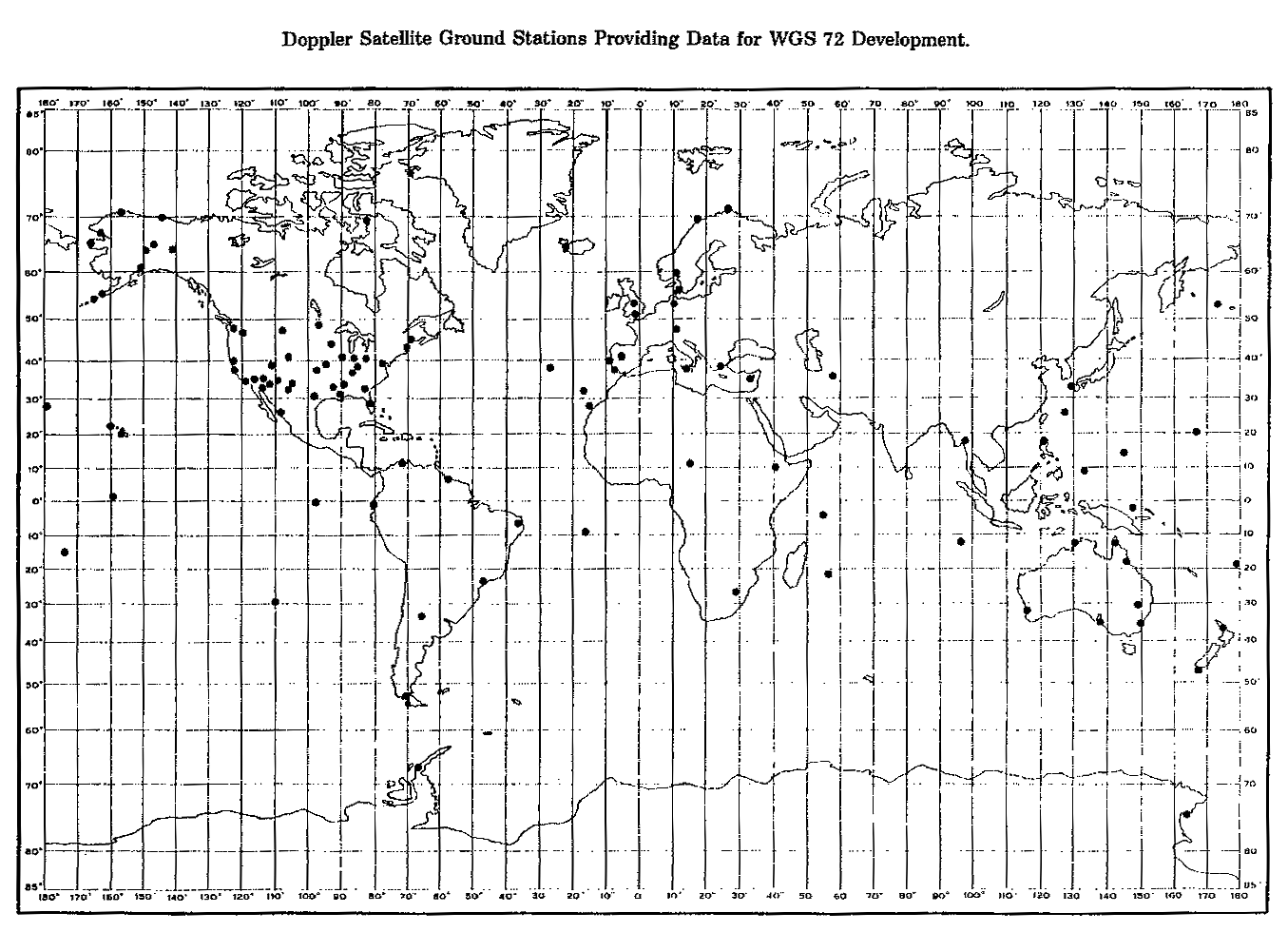
Estaciones terrestres de apoyo a satélites Doppler, que proporcionaron datos para el desarrollo del WGS 72

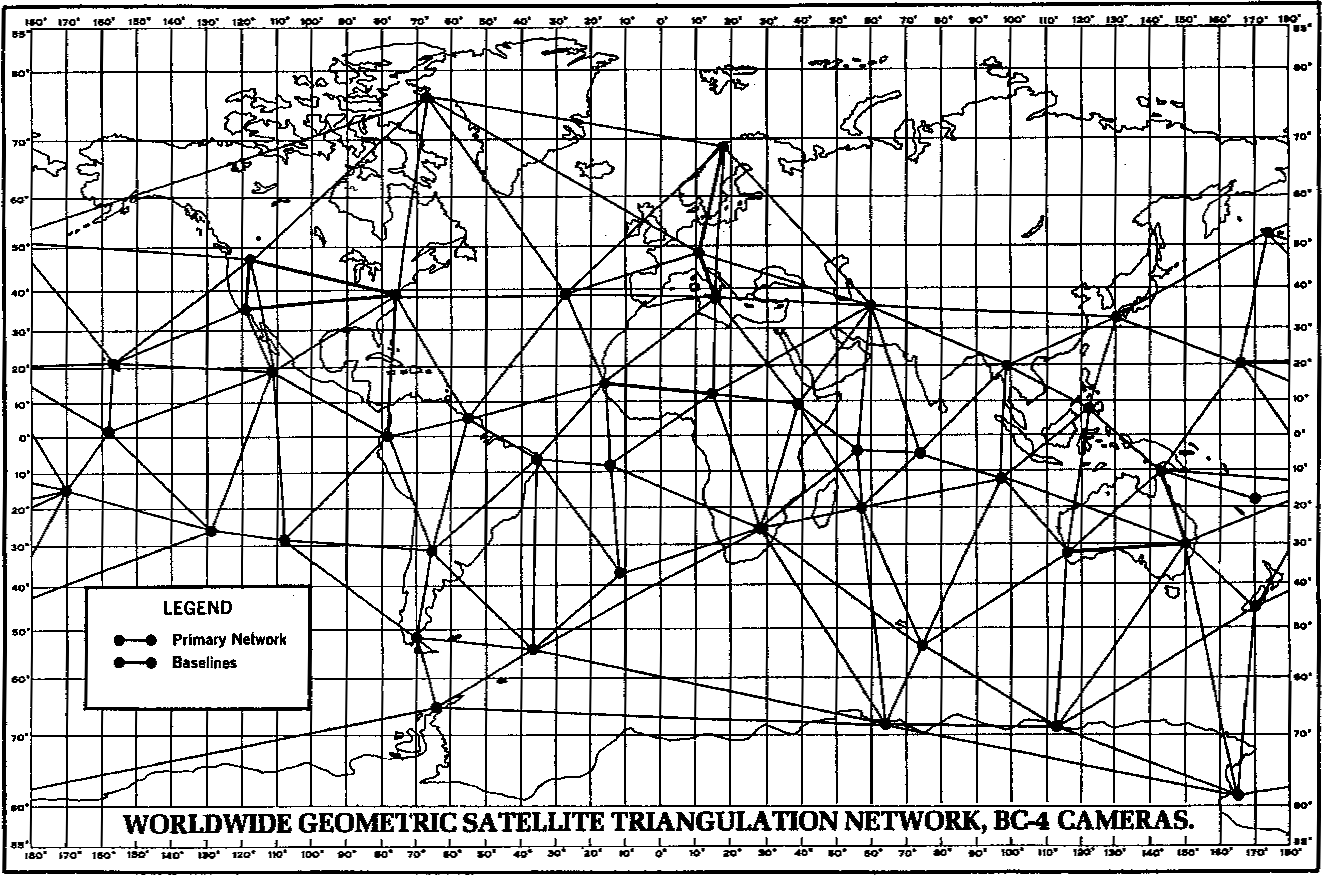
Red mundial de triangulación geométrica por satélite (cámaras BC-4)

El campo de gravedad de superficie utilizado en la Solución Unificada del WGS consistió en un conjunto de 410 anomalías de gravedad media en aire libre de área igual de 10° × 10° determinadas únicamente a partir de datos terrestres. Este campo de gravedad incluye valores de anomalía media compilados directamente a partir de datos de gravedad observados siempre que estos últimos estuvieran disponibles en cantidad suficiente. Los valores de las áreas con datos de observación escasos o inexistentes se desarrollaron a partir de aproximaciones de gravedad compatibles geofísicamente utilizando técnicas de correlación gravedad-geofísica. Aproximadamente el 45 por ciento de los 410 valores de anomalía de gravedad media al aire libre se determinaron directamente a partir de los datos de gravedad observados.
Los datos astrogeodésicos en su forma básica consisten en la desviación de las componentes verticales referidas a los diversos datos geodésicos nacionales. Estos valores de desviación se integraron en los mapas geoidales astrogeodésicos referidos a estos datos nacionales. Las alturas geoidales contribuyeron a la Solución WGS Unificada al proporcionar datos adicionales y más detallados para las distintas áreas terrestres. Los datos de estudio terrestre convencional se incluyeron en la solución para aplicar un ajuste consistente de las coordenadas de los lugares de observación vecinos de los sistemas BC-4, SECOR, Doppler y Baker-Nunn. Además, se incluyeron ocho travesías precisas de línea larga con geodímetro, con el fin de controlar la escala de la solución.
La solución unificada WGS, como se indicó anteriormente, fue una solución para las posiciones geodésicas y los parámetros asociados del campo gravitatorio basada en una combinación óptima de los datos disponibles. Los parámetros del elipsoide WGS 72, los desplazamientos de los datum y otras constantes asociadas se dedujeron por separado. Para la solución unificada, se formó una matriz de ecuaciones normales basada en cada uno de los conjuntos de datos mencionados. Posteriormente, se combinaron las matrices de ecuaciones normales individuales y se resolvió la matriz resultante para obtener las posiciones y los parámetros.
El valor del semieje mayor (a) del elipsoide WGS 72 es de 6 378 135 m. La adopción de un valor a 10 metros más pequeño que el del elipsoide WGS 66 se basó en varios cálculos e indicadores que incluían una combinación de datos de gravedad de superficie y satelitales para la determinación de las posiciones y de los valores del campo gravitacional. Se utilizaron conjuntos de coordenadas de estaciones derivadas de satélite y la desviación gravimétrica de los datos de altura vertical y geoidal para determinar los cambios de referencia locales a geocéntricos, los parámetros de rotación de referencia, un parámetro de escala de referencia y un valor para el semieje mayor del elipsoide WGS. Se crearon ocho soluciones con los diversos conjuntos de datos de entrada, tanto desde un punto de vista investigativo como debido al número limitado de incógnitas que se podían resolver en cualquier solución individual debido a las limitaciones informáticas. Se incluyeron en las diversas soluciones estaciones seleccionadas de seguimiento de satélites Doppler y de orientación de referencia astrogeodésica. Con base en estos resultados y otros estudios relacionados realizados por el comité, se adoptó un valor a de 6 378 135 m y un aplanamiento de 1/298,26.
En el desarrollo de cambios de referencia locales al sistema WGS 72, se investigaron, analizaron y compararon los resultados de diferentes disciplinas geodésicas. Los cambios adoptados se basaron principalmente en una gran cantidad de coordenadas de estaciones Doppler TRANET y GEOCEIVER que estaban disponibles en todo el mundo. Estas coordenadas se habían determinado utilizando el método de posicionamiento de puntos Doppler.

### WGS84

Radios ecuatorial (a), polar (b) y medio de la Tierra, tal como se definen en la revisión del Sistema Geodésico Mundial de 1984 (gráfico sin escala)

A principios de la década de 1980, se planteó la necesidad de un nuevo sistema geodésico mundial, cuestión reconocida en general tanto por la comunidad geodésica como por el Departamento de Defensa de los EE. UU. El WGS 72 ya no proporcionaba suficientes datos, información, cobertura geográfica o la precisión necesaria para la mayoría de las aplicaciones disponibles y de las previstas por entonces. Los medios para producir un nuevo WGS estaban disponibles en forma de datos mejorados, mayor cobertura, nuevos tipos de datos y técnicas mejoradas. Las observaciones de Doppler, medición de distancias por láser satelital y mediante interferometría de muy larga base (VLBI) constituyeron información nueva significativa. Se había puesto a disposición una nueva fuente de datos excepcional de la altimetría por radar satelital. También estaba disponible un método avanzado para el ajuste por mínimos cuadrados llamado colocación, que permitía una solución de combinación consistente de diferentes tipos de mediciones, todas relativas al campo gravitatorio de la Tierra, mediciones como el geoide, anomalías de gravedad, desviaciones y Doppler dinámico.
El nuevo sistema geodésico mundial se llamó WGS 84. Es el sistema de referencia utilizado por el GPS. Es geocéntrico y globalmente consistente dentro de 1 m. Las realizaciones geodésicas actuales de la familia de sistemas de referencia geocéntricos del Sistema Internacional de Referencia Terrestre (ITRS) mantenidas por el Servicio Internacional de Rotación de la Tierra y Sistemas de Referencia son geocéntricas y consistentes internamente a nivel de pocos centímetros, mientras que siguen siendo consistentes a nivel de metros con el WGS 84.
El elipsoide de referencia del WGS 84 se basó en el GRS 80, pero contiene una variación muy leve en el aplanamiento inverso, ya que se derivó de forma independiente y el resultado se redondeó a un número diferente de dígitos significativos. Esto dio como resultado una pequeña diferencia de 0,105 mm en el semieje menor.
La siguiente tabla compara los parámetros primarios de cada elipsoide.
| Elipsoide de referencia | Semieje mayor a | Semieje menor b      | Achatamiento inverso 1⁄f |
| ----------------------- | --------------- | -------------------- | ------------------------ |
| GRS 80                  | 6 378 137,0 m   | ≈ 6 356 752,314140 m | 298,257222100882711...   |
| WGS 84                  | 6 378 137,0 m   | ≈ 6 356 752,314245 m | 298,257223563            |

## Definición

Marco de referencia del WGS 84. En esta imagen se exagera el achatamiento del elipsoide

El origen de coordenadas del WGS 84 se supone que está ubicado en el centro de masas de la Tierra, y se estima que la incertidumbre de su localización es inferior a 2 cm.

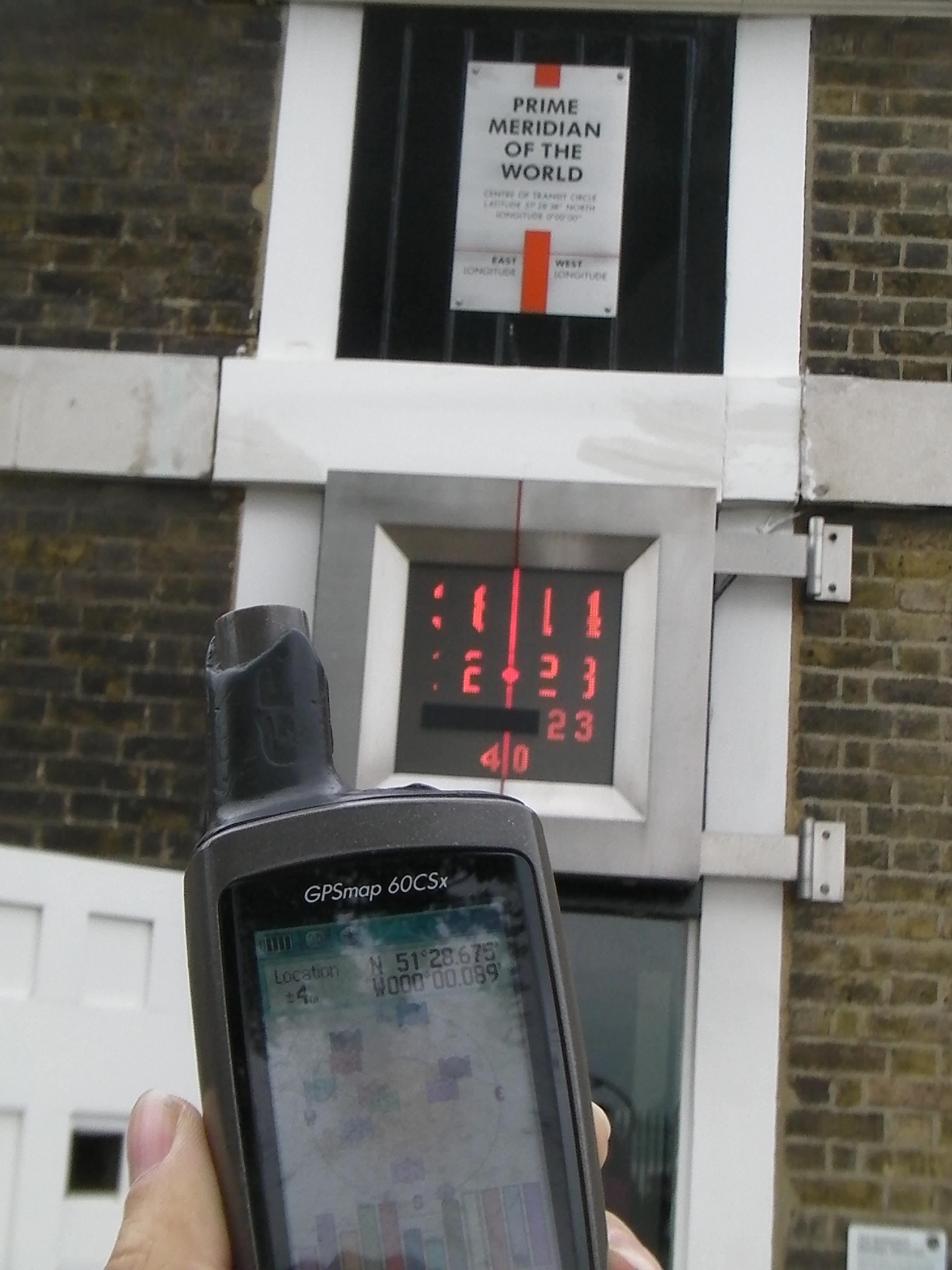
Receptor GPS portátil en el Real Observatorio de Greenwich, que indica que el meridiano de Greenwich está localizado 0,089 minutos de arco (o 5,34 segundos de arco) al oeste del datum del WGS 84 (el meridiano internacional de referencia del IERS)

El meridiano de longitud cero del WGS 84 es el meridiano internacional de referencia del IERS, 5.3 arc seconds o 102 metros (334,6 pies) al este del meridiano de Greenwich en la latitud del Real Observatorio de Greenwich. Esta circunstancia está relacionada con el hecho de que el campo de gravedad local en Greenwich no pasa exactamente por el centro de masas de la Tierra, del que se aleja unos 102 metros al oeste. Las posiciones de longitud en el WGS 84 coinciden con las del antiguo North American Datum 1927 aproximadamente en el meridiano 85 oeste, en el centro-este de los Estados Unidos.
La superficie de referencia del WGS 84 es un esferoide con un radio ecuatorial a = 6 378 137 m en el ecuador terrestre y achatamiento f = 1⁄298,257223563. El valor refinado de la constante gravitatoria utilizado en el WGS 84 (incluida la masa de la atmósfera terrestre) es de GM = 3,986004418 x 1014m3/s2. La velocidad angular de la Tierra se define como ω = 72,92115 x10-6rad/s.
Esto conduce a varios parámetros calculados, como el semieje polar menor b, que es igual a a × (1 − f) = 6 356 752,3142 m, y la primera excentricidad al cuadrado, e2 = 6,69437999014 x10-3.

## Actualizaciones y nuevos estándares
El documento de estandarización original para el WGS 84 fue el Informe Técnico 8350.2, publicado en septiembre de 1987 por la Agencia de Cartografía de Defensa (que luego se convirtió en la Agencia Nacional de Imágenes y Cartografía). Se publicaron nuevas ediciones en septiembre de 1991 y julio de 1997. La última edición se modificó dos veces, en enero de 2000 y junio de 2004. El documento de estandarización fue revisado nuevamente y publicado en julio de 2014 por la Agencia Nacional de Inteligencia Geoespacial como NGA.STND.0036. Estas actualizaciones proporcionan descripciones refinadas de la Tierra y realizaciones del sistema para una mayor precisión.
El modelo WGS84 original tenía una precisión absoluta de 1 a 2 metros. El WGS84 (G730) incorporó por primera vez observaciones GPS, reduciendo la precisión a 10 cm/componente rms. Todas las revisiones posteriores, incluidas WGS84 (G873) y WGS84 (G1150), también utilizaron GPS.
El WGS 84 (G1762) es la sexta actualización del marco de referencia WGS.
WGS 84 se ha actualizado recientemente para utilizar el marco de referencia G2296, que se publicó el 7 de enero de 2024 como una actualización del G2139, ahora alineado tanto con el ITRF2020, la realización más reciente del ITRF, como con el IGS20, el marco utilizado por el Servicio GNSS Internacional (IGS). G2139 se alineó con la realización IGb14 del International Terrestrial Reference Frame (ITRF) 2014 y utiliza el nuevo estándar IGS Antex.
Las actualizaciones del geoide original para el WGS 84 ahora se publican como un Earth Gravitational Model (EGM) separado, con resolución y precisión mejoradas. Asimismo, el modelo magnético mundial (WMM) se actualiza por separado. La versión actual del WGS 84 utiliza EGM2008 y WMM2020.
También se necesita una solución para los parámetros de orientación de la Tierra consistente con ITRF2014 (IERS EOP 14C04).

## Identificadores
Los componentes de WGS 84 se identifican mediante códigos en el EPSG Geodetic Parameter Dataset:
- EPSG:4326 - Sistema de referencia de coordenadas (SRC) 2D
- EPSG:4979 - SRC 3D
- EPSG:4978 - SRC 3D geocéntrico
- EPSG:7030 - Elipsoide de referencia
- EPSG:6326 - Datum horizontal